# Amerikai meztelen terrier
Az amerikai meztelen terrier a rat terrier fajtától származó kutyafajta. Kistermetű, intelligens, családbarát, de energikus fajta, szőrtelensége miatt az erre allergiások is tarthatják. 1972-ben egy rat terrier szukának született egy teljesen meztelen kiskutyája és tenyésztői ezt a vonalat vitték tovább. 2004. január 1-től önálló fajta.

## A fajta eredete
Más kopasz kutyáktól eltérően a keletkezése időben pontosan behatárolható. 1972-ben Louisianában Edwin Scott tulajdonában levő rat terrier szukának egy teljesen meztelen kiskutyája született. Ez a kutyalány a Josephine nevet kapta és az ő kölykeivel kezdődött a fajta tenyésztése. A kopasz terriert kezdetben még a rat terrier meztelen változataként kezelték, de sikerült elérni, hogy 2004. január 1-i hatállyal „amerikai meztelen terrier” néven önálló fajtaként jegyezték be. Hasonlít ez a helyzet a kínai kopasz kutyához, melynek meztelen és szőrös változata is van. Mindkettő elismert és a kutyakiállításokon elkülönítve értékelik őket.

## Tulajdonságai
Az amerikai meztelen terrier az élénk, játékos, családbarát és a kis termetű fajtákhoz tartozik. Kíváncsi és okos természetüknek köszönhetően könnyen kezelhető, szeretik a gyermekeket és viszonylag könnyen tartható más kutyákkal vagy háziállatokkal. 

## Testfelépítése
Az amerikai meztelen terrier fejlett izomzatú, aktív, erélyes és fürge fajta. A testhossz és a testmagasság preferált aránya 10 : 9. Ez azt jelenti, hogy a kutya hosszának minden esetben meg kell haladnia a magasságot. A magassága 25 – 41 centiméter között, súlya 5 - 10 kilogramm között mozog. Feje széles, enyhén ívelt, ék alakú, a test méreteivel arányos. Fogai épek, megfelelő nagyságúak és egyenletesen helyezkednek el. Fülei fordított V alakúak, a koponya külső szélein helyezkednek el, és a kutya egyenesen, kihegyezve vagy lekerekítve hordja őket. A szőrös változatnál a leengedett fül teljesen megszokott, a meztelennél elfogadott dolog. A lekonyuló fül viszont elfogadhatatlan hiányosságnak számít. Farka természetes, tövénél erős, vége felé keskenyedő. 

## Kopaszság
Az amerikai meztelen terrier egyedülálló a kopasz fajták között, mivel kopaszsága recesszív, vagyis két meztelen kutyának kizárólag meztelen kiskutyái születhetnek. A kiskutyák még sima, kifejletlen, az egész testet borító szőrzettel születnek. Ez az „alszőrzet” 6 – 8 hét alatt fokozatosan kihullik, és ezt követően a kiskutya teljesen meztelenné válik. A felnőtt amerikai terrier szőrmentes változata a bajszát és a szemöldökét leszámítva meztelen. Bőre meleg, érintésre sima, sőt bársonyos.